# Индейские школы-интернаты

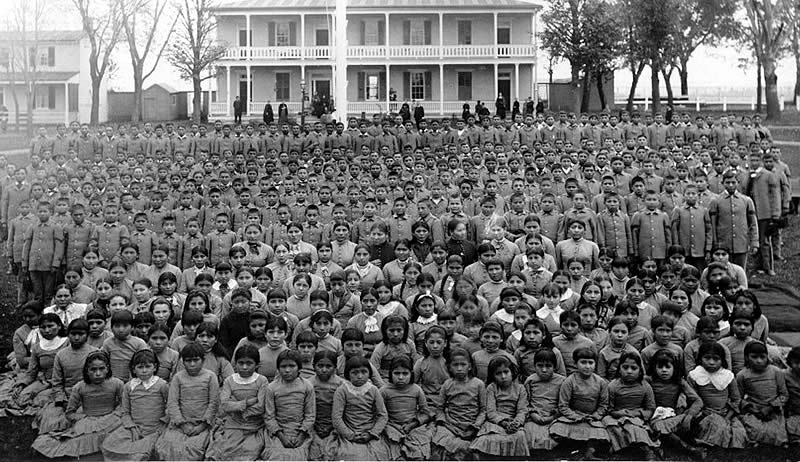
Ученики в Карлайлская индейская индустриальная школа в Карлайл (Пенсильвания), Пенсильвания (ок. 1900)

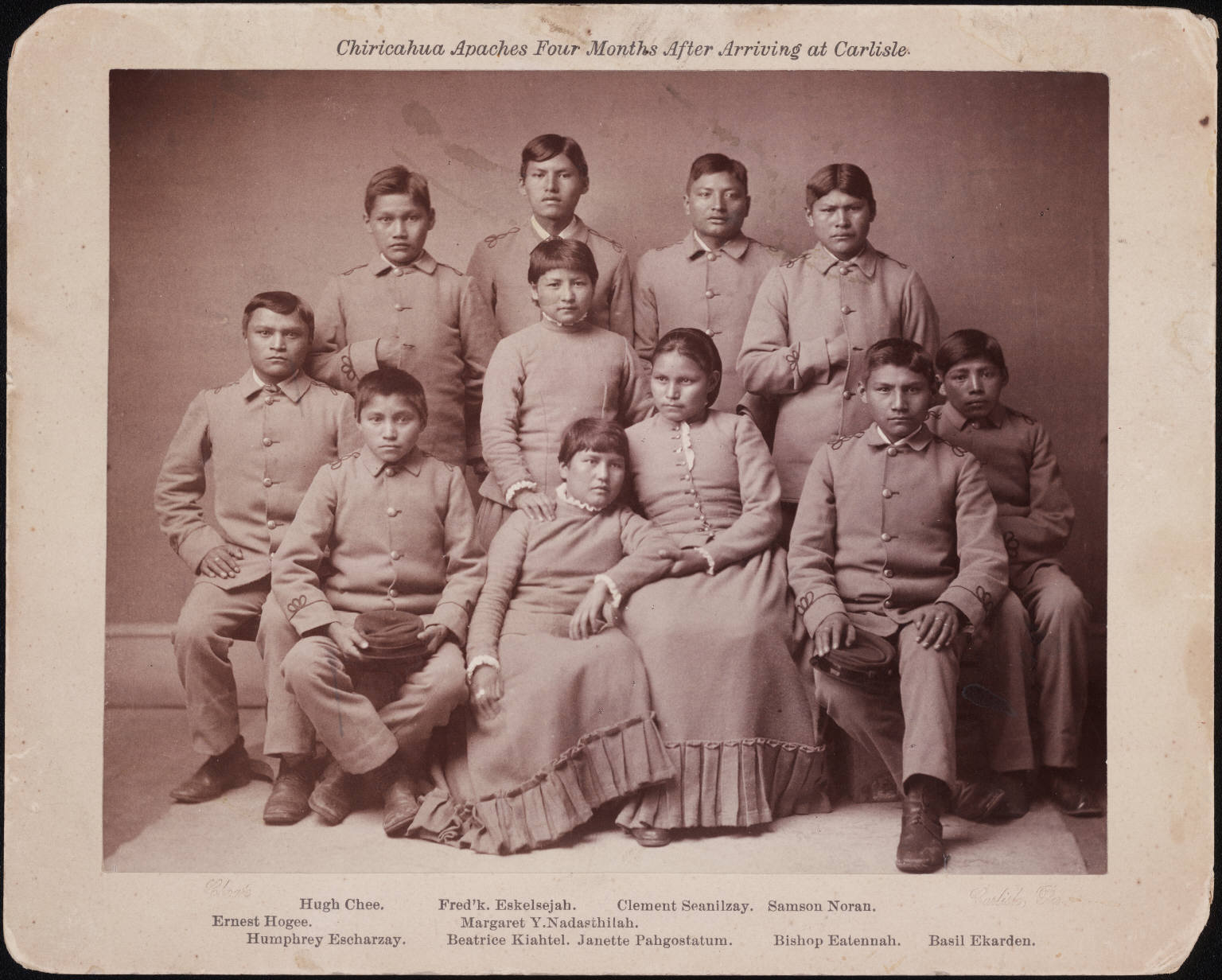
Апачи из племени чирикауа через 4 месяца после прибытия в Карлайлская индейская индустриальная школа в Карлайл (Пенсильвания), Пенсильвания

Индейская школа-интернат (англ. Indian boarding school) — тип школы, множество которых было основано в США в конце XIX — начале XX века с целью приобщения детей индейцев к образу жизни белых американцев.

## История
Первоначально школы основывались различными христианскими миссионерами, которые основывали эти школы в резервациях в местах, где поблизости школы отсутствовали, особенно в малонаселённых областях Дикого Запада. Правительство субсидировало религиозные общества с тем, чтобы они давали образование индейским детям в резервациях. Затем Бюро по делам индейцев тоже стало основывать школы по образцу Индейской индустриальной школы в Карлайле.
Культурная ассимиляция детей начиналась с того, что им делали стрижку европейского образца, запрещали общаться на родных языках, и заменяли их традиционные имена на английские. Дети тяжело переносили жизнь в школах в отрыве от своих родителей; в свою очередь, преподаватели всячески поощряли их отречение от прежних обычаев.
Количество детей в индейских интернатах достигло пика в 1970-е годы; по оценкам, в 1973 году количество их учеников составило около 60 тысяч.
Расследования, большая часть которых пришлась на конец XX века, выявили многочисленные случаи сексуального, физического и психического насилия в этих школах.
Всё это время индейские общины продолжали настаивать на своём праве основывать общинные школы, и постепенно возникало всё больше колледжей под управлением племенных советов. Эти общинные школы также получили поддержку федерального правительства через законодательство и Бюро по делам индейцев. Крупнейшие из интернатов были закрыты. В ряде случаев резервации или племена были слишком малыми, чтобы позволить себе создание общинных школ, однако продолжали настаивать на альтернативе интернатам, в особенности на уровне старших классов. К 2007 году число детей в индейских интернатах упало до 9500.